# Суккур (аэропорт)
Суккур (англ. Sukkur Airport) (ИАТА: SKZ, ИКАО: OPSK) — аэропорт, расположен в пакистанском городе Суккуре. Аэропорт находится в 8 км к северу от центра города.

## Характеристика
Аэропорт расположен на высоте 60 метров над уровнем моря. Международный аэропорт второй по загруженности (после Джинны) аэропорт провинции Синд. 26 января 2012 года Провинциальная ассамблея Синда приняла решение о присвоении аэропорту имени Нусрат Бхутто, бывшей первой леди Пакистана в 1970-х годах, жене Зульфикар Али Бхутто  и матери Беназир Бхутто.